# Kerpenyéd

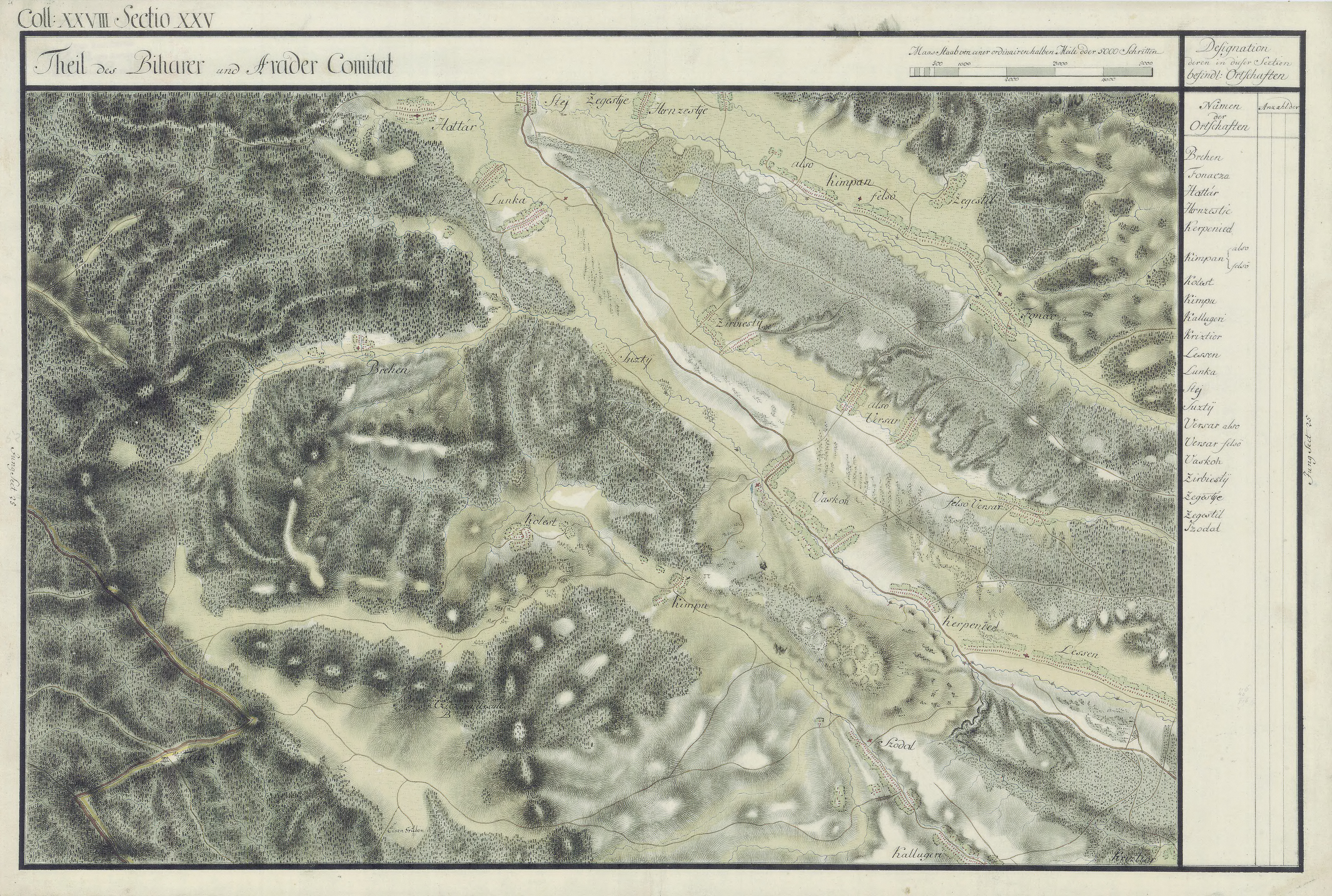
Kerpenyéd egy 1700-as évekből való térképen

Kerpenyéd (Cărpinet), település Romániában, a Partiumban, Bihar megyében.

## Fekvése
A Bihar-hegység alatt, a Fekete-Körös és a Kristyor patak mellett, Vaskoh délkeleti szomszédjában fekvő település.

## Története
Kerpenyéd nevét 1588-ban említette először oklevél Carpinet néven. 1600-ban Kerpenetw, 1692-ben Kerpenyed, 1808-ban Kerpenyéth, 1851-ben Kerpenyest néven írták.
A település birtokosa a nagyváradi 1. sz. püspök volt.
1851-ben Fényes Elek írta a településről: „Kerpenyest, Bihar vármegyében, a váradi deák püspök vaskohi uradalmában, erdős, hegyes vidéken, egy domboldal mellett, 535 óhitű lakossal, s anyatemplommal. Határa 1301 hold, ...Folyóvizei a Fekete-Körös és a Kristyor nevű patak.”
1910-ben 613 lakosából 608 román, 5 magyar volt, melyből 608 volt görögkatolikus. A trianoni békeszerződés előtt Bihar vármegye Vaskohi járásához tartozott.
Kerpenyéd lakosai a régi idők óta cserépedény égetéssel, csizmadia-mesterséggel foglalkoztak .

## Nevezetességek
- Görög keleti temploma 1619-ben épült.